# Baharat
Il Baharat (in arabo بهارات‎?; cioè spezie) è una miscela di spezie finemente tritate usata nella cucina libanese, siriana, giordana, palestinese, israeliana e genericamente mediorientale. 

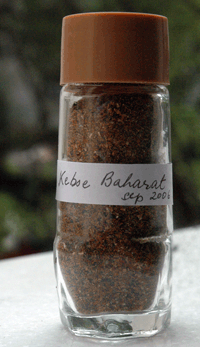
Baharat

## Uso culinario
È utilizzata per aromatizzare piatti di carne (agnello, montone, manzo, pollo), pesce o nelle zuppe.

## Composizione

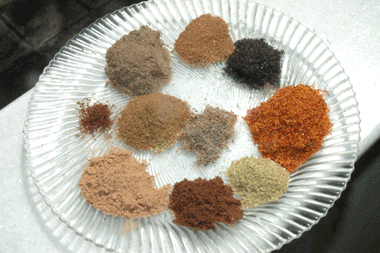
Gli ingredienti del baharat del Golfo

Come ogni miscela di spezie ha moltissime varianti etniche o familiari; è però possibile individuare alcune miscele tradizionali a diffusione locale:
- Miscela classica: pimento, pepe nero, chiodo di garofano, cannella, cardamomo, coriandolo, carvi, noce moscata, paprica.
- Miscela turca: alla miscela classica si aggiunge menta.
- Miscela tunisina: alla miscela classica si aggiungono petali di rosa.
- Kebsa o Baharat del golfo: miscela usata nel golfo persico. Alla miscela classica si aggiungono lime essiccato (loomi) e zafferano.